# Kollafjørður
Kollafjørður este un oraș din Insulele Faroe.